# Mark Behr
Mark Behr (* 19. Oktober 1963 bei Oljorro, Arusha, Tanganjika; † 28. November 2015 in Johannesburg) war ein im heutigen Tansania geborener, in Südafrika aufgewachsener Schriftsteller. Er war zuletzt Professor am US-amerikanischen Rhodes College in Memphis.

## Leben und Werk
Behr wurde in Tanganjika geboren; seine Eltern waren weiße Farmer. Die Familie emigrierte nach der Enteignung 1964 nach Südafrika, wo sie sich als Afrikaaner definierten. Behr erhielt demnach eine afrikaanssprachige Schulbildung. Nach Abschluss der Highschool wurde er in die Armee eingezogen und diente im Angolanischen Krieg. Danach studierte er von 1985 bis 1989 an der Universität Stellenbosch und wurde Agent für das Apartheidsregime, indem er andere Studenten beobachtete. Er wurde Doppelagent und spionierte Ende der 1980er Jahre auch für den damals oppositionellen, verbotenen African National Congress (ANC).
Nach 1994 folgten Reisen und Master-Degrees an der US-amerikanischen Universität von Notre Dame in Internationalen Friedensstudien (1993), Belletristik (1998) und Englischer Literatur (2000).
Sein erster Roman, Die reuk van appels bzw. The Smell of Apples, wurde 1993 auf Afrikaans und zwei Jahre später auf Englisch veröffentlicht. Zuvor hatte Behr bereits Kurzgeschichten geschrieben. Seine Homosexualität schlug sich häufig in homosexuellen Charakteren innerhalb seiner Werke nieder. Als erster Südafrikaner gewann er 1995 den Betty Trask Award für einen Erstlingsroman.
Behr starb vermutlich an einem Herzinfarkt.

## Werke
Romane
- Die reuk van appels Queillerie, Strand 1993, ISBN 1-874901-06-6 (afrikaans).
  - The Smell of Apples St. Martin’s Press, New York, NY 1995, ISBN 0-312-13604-8 (englisch).
  - deutsch als: Krokodile weinen nicht. Ullstein, Berlin 1997, ISBN 3-548-24196-4.
- Embrace (2000)
- Kings of the Water (2009)
  - deutsch übersetzt und mit einem Glossar versehen von Michael Kleeberg: Wasserkönige, Roman, herausgegeben von Indra Wussow. Das Wunderhorn, Heidelberg 2011, ISBN 978-3-88423-370-2.

## Auszeichnungen
- 1994: CNA Debut Literary Award für Die reuk van appels
- 1994: Eugène Maraisprys für Die reuk van appels
- 1995: Betty Trask Award für The Smell of Apples
- 1996: M-Net Award für The Smell of Apples
- 1997: Los Angeles Times Book Prize für ein Erstlingswerk (The Smell of Apples)